# Конституционный кризис
В политологии конституционный кризис — это проблема или конфликт в деятельности правительства, который, как считается, не может разрешить политическая конституция или другой основополагающий закон. Существует несколько вариаций этого определения. Например, его описывают как кризис, который возникает из-за неспособности конституции выполнять свои функции. Кризис может возникнуть по разным причинам. Например, правительство может захотеть принять закон, противоречащий его конституции; конституция может не дать чёткого ответа на конкретную ситуацию; конституция может быть ясной, но следовать ей может быть политически неосуществимо; сами правительственные учреждения могут давать сбои или не соответствовать тому, что предписывает им быть законом; или должностные лица в правительстве могут оправдывать уклонение от решения серьёзной проблемы узким толкованием закона. Конкретные примеры включают отделение южных штатов США в 1860—1861 годах, канадское Дело Кинга — Бинга в 1926 году, южноафриканское «дело цветных голосов» в 1950-х годах, отставку австралийского правительства в 1975 году, конституционный кризис в России 1992—1993 годов и украинский кризис 2007 года. Хотя Соединённое Королевство Великобритании и Северной Ирландии не имеет конституции, считается, что оно имеет некодифицированную конституцию, поэтому некоторые проблемы и кризисы в Великобритании и входящих в неё странах описываются как конституционные кризисы, например, отречение Эдуарда VIII.
Конституционные кризисы могут возникнуть в результате конфликтов между различными ветвями власти, конфликтов между центральными и местными органами власти или просто конфликтов между различными фракциями внутри общества. Кризис возникает, когда одна или несколько сторон политического спора сознательно решают нарушить конституцию или пренебречь неписаным конституционным соглашением; или оспаривать юридическое толкование нарушенного конституционного закона или попираемого политического обычая. Это было продемонстрировано делом XYZ, которое включало требование французскими представителями на переговорах по восстановлению дипломатических отношений крупной взятки. Инцидент был опубликован в американской прессе и вызвал внешнеполитический кризис, который ускорил принятие Законов об иностранцах и подстрекательстве к мятежу. Оппозиция этим законам в виде резолюций Виргинии и Кентукки заявила, что они нарушают свободу слова, и призвала штаты отказаться от их исполнения, поскольку они нарушают Конституцию.
Когда кризис возникает из-за того, что конституция юридически двусмысленна, окончательное решение обычно создаёт юридический прецедент для разрешения аналогичных кризисов в будущем. Так было в случае с 10-м президентом США Джоном Тайлером, который будучи избран на пост вице-президента, после смерти 9-го президента Уильяма Гаррисона истолковал конституцию в том смысле, что при кончине президента вице-президент становится не исполняющим обязанности, а действующим президентом и вступает в должность без каких-либо ограничений. В политическом плане конституционный кризис может привести к административному параличу и возможному краху правительства, потере легитимности власти или к гражданской войне. Конституционный кризис отличается от восстания, которое возникает, когда политические фракции, не входящие в состав правительства, бросают вызов правительству, например, в результате государственного переворота или революции, возглавляемой военными или гражданскими лицами.